# Örtblomflugor
Örtblomflugor (Cheilosia) är ett stort släkte i familjen blomflugor med oftast helt svarta blomflugor.

## Kännetecken
Örtblomflugor är ett stort släkte med små till ganska stora blomflugor, oftast mellan 7 och 12 millimeter långa. De är oftast helsvarta, ibland med gulbrun behåring och oftast med långsträckt kropp. En typisk karaktär för släktet är att ansiktet har tydliga ögonlister. Ansiktet har även en tydlig ansiktsbuckla. Antennborsten saknar längre hår. Snarlika arter finns i släktena Chrysogaster, Melanogaster, Portevinia och Lejota. Släktet Portevinia, med endast en svensk art, har också det svenska namnet örtblomflugor.

## Levnadssätt
Örtblomflugornas larver lever i rötterna, stjälken eller bladen på olika örter, till exempel kardborrar, tistlar, röllika, maskrosor, smörblommor, pestskråp, ramslök och flockblommiga växter. En del utvecklas i svampar av typen soppar. De flesta har i Norden en ettårig utveckling. Ofta läggs äggen på våren och larven utvecklas vidare i sin värdväxt under sommaren och förpuppar sig på sensommaren eller tidigt på hösten i jorden eller förnan. Till skillnad från de flesta andra blomflugor som övervintrar i larvstadiet övervintrar örtblomflugorna oftast i puppstadiet. Den vuxna flugan kan man ofta se vilande på ett solbelyst blad eller besöka olika slags blommor, till exempel flockblommiga växter, smörblommor, hagtorn och vide. Hanarna hävdar revir svävande upp till ett par meter över marken.

## Utbredning
Örtblomflugor är ett stort släkte med cirka 450 arter i världen varav drygt 250 har palearktisk utbredning och drygt 130 finns i Europa. Släktet finns med 120 arter i Nordamerika,några arter i Centralamerika och ett 50-tal arter i den orientaliska regionen. I Norden är 54 arter kända varav minst 47 har påträffats i Sverige. Örtblomflugorna är därmed det artrikaste släktet med blomflugor i Norden.

## Systematik
Artindelningen försvåras av att olika generationer av örtblomflugorna kan ha olika utseende. Många tidigare beskrivningar av arter anses numera vara samma art.

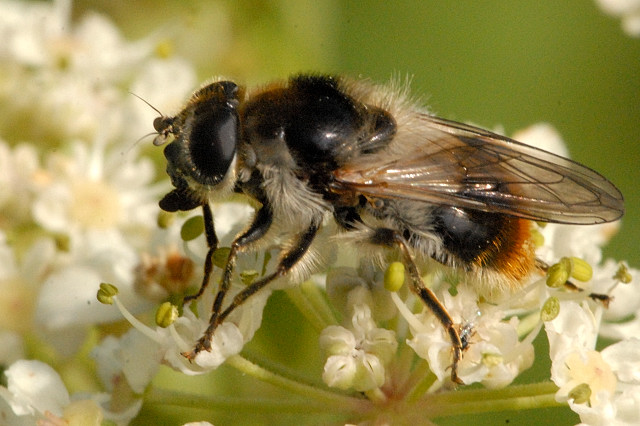
Den för släktet otypiska humlelika Brokig örtblomfluga (C. illustrata).

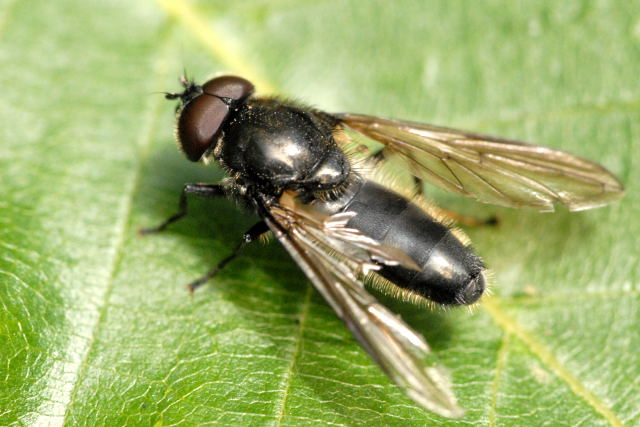
Mustaschblomfluga (C. variabilis) hane.

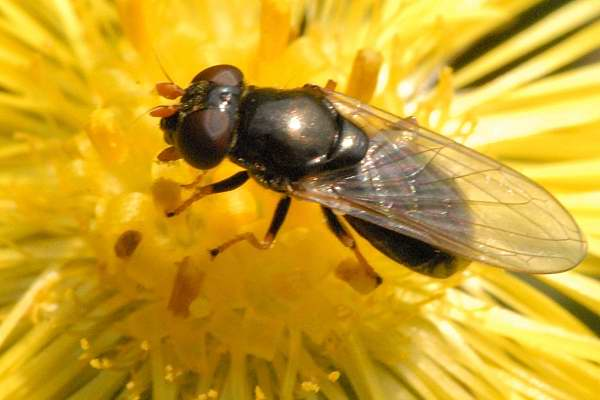
Hundkäxblomfluga (C. pagana) hona.

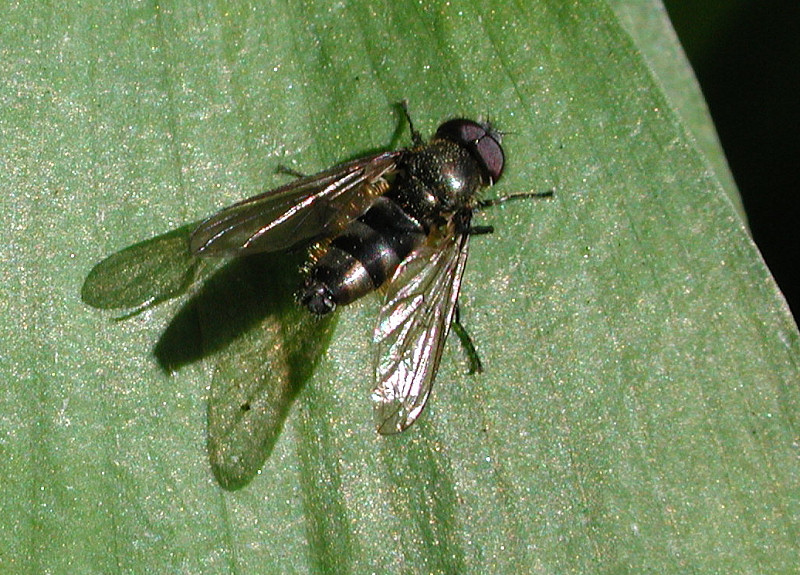
Silverfläckig örtblomfluga (C. fasciata) hane.

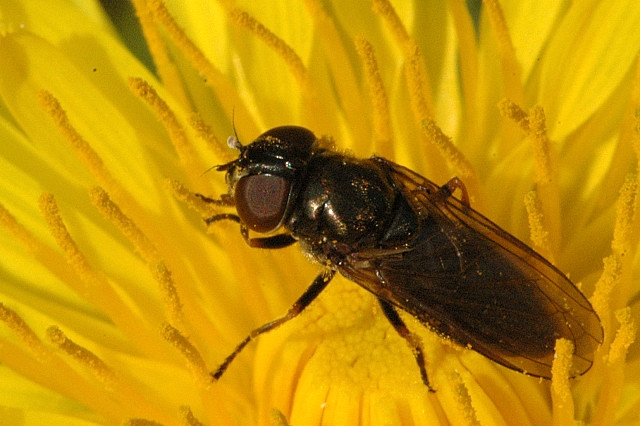
Mörkvingad örtblomfluga (C. carbonaria) hona.

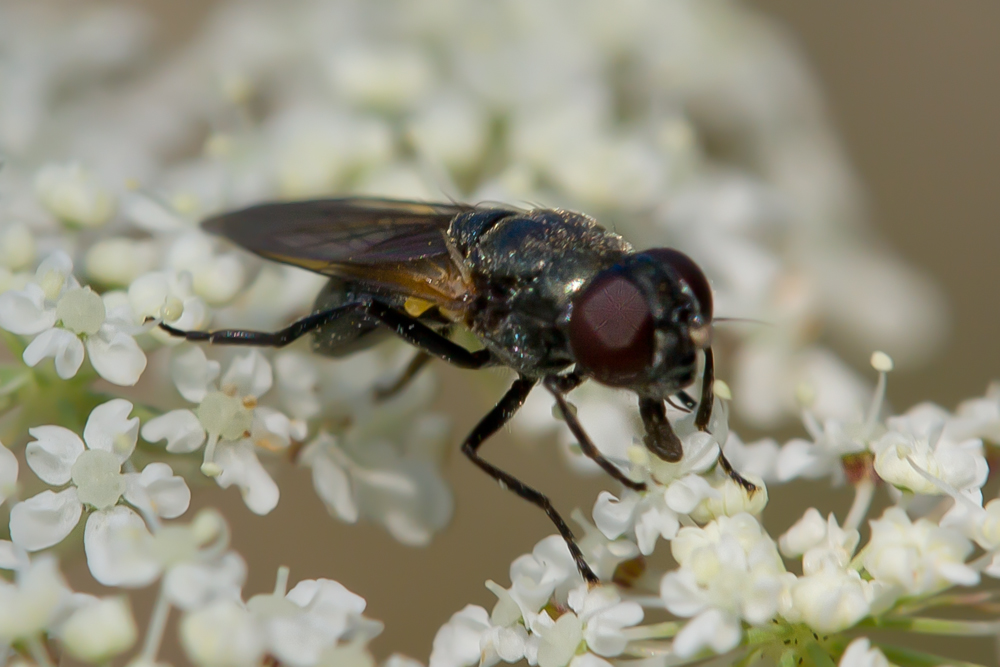
Gulvingad örtblomfluga (C. impressa).

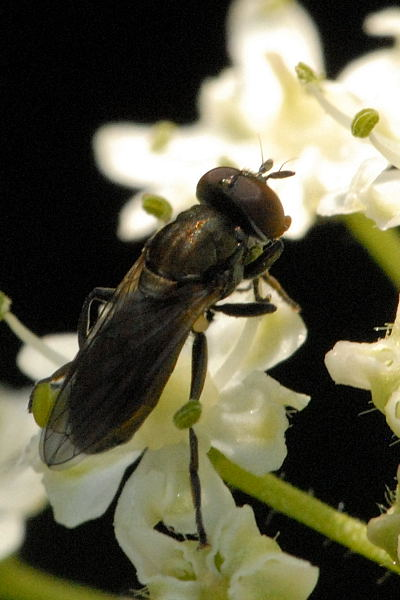
Smal örtblomfluga (C. mutabilis) hona.

### Arter i Norden
Arterna i släktet kan delas in i fyra grupper, som baseras på vissa karaktärer och ska inte ses som att de är närmare besläktade. Ibland faller hanarna och honorna i olika grupper.
- A-gruppen. Arter som saknar ögonbehåring.
- B-gruppen. Arter med ögonbehåring. Underdelen av ansiktet har utstående behåring. Den kan dock vara mer eller mindre tydlig.
- C-gruppen. Arter med ögonbehåring. Underdelen av ansiktet saknar utstående behåring. Inga grövre hår på skutellens bakkant.
- D-gruppen. Arter med ögonbehåring. Underdelen av ansiktet saknar utstående behåring. Skutellens bakkant har grövre hår.

I tabellen nedan finns grupptillhörigheten för både hane och hona markerad i en kolumn (hanen först). Man kan sorter på svenskt namn, vetenskapligt namn eller grupp.
| Svenskt namn               | Vetenskapligt namn | Grupp | Auktor                  | Utbredning i Norden                                                   |
| -------------------------- | ------------------ | ----- | ----------------------- | --------------------------------------------------------------------- |
| vit örtblomfluga           | C. alba            | C/A   | Vujic & Claussen, 2000  | Ej i Sverige. Sällsynt i sydvästra Finland.                           |
| brudborsteblomfluga        | C. albipila        | C/C   | Meigen, 1838            | Södra Sverige, Finland och Norge samt hela Danmark                    |
| smörblomfluga              | C. albitarsis      | D/A   | Meigen, 1822            | Vanlig i hela Norden utom Island.                                     |
| kvanneblomfluga            | C. alpina          | C/C   | Zetterstedt, 1838       | Fjällen                                                               |
| smalkindad örtblomfluga    | C. angustigenis    | A/A   | Becker, 1894            | Småland till Ångermanland. Södra Finland.                             |
| gullviveblomfluga          | C. antiqua         | A/A   | Meigen, 1822            | Östra Danmark                                                         |
| skäggig örtblomfluga       | C. barbata         | B/B   | Loew, 1857              | Endast ett fynd i södra Finland                                       |
| korsörtsblomfluga          | C. bergenstammi    | D/D   | Becker, 1894            | Bohuslän, Danmark och västra Norge.                                   |
| sen skråpblomfluga         | C. canicularis     | C/C   | Panzer, 1801            | Skåne och södra Jylland                                               |
| mörkvingad örtblomfluga    | C. carbonaria      | D/D   | Egger, 1860             | Spridda fynd i stora delar av Norden                                  |
| grön örtblomfluga          | C. chlorus         | C/C   | Meigen, 1822            | Skåne och Danmark                                                     |
| rävröd örtblomfluga        | C. chrysocoma      | C/C   | Meigen, 1822            | Sverige, Norge och Finland                                            |
| blåsvart örtblomfluga      | C. cynocephala     | D/D   | Loew, 1840              | Sällsynt i södra Sverige och Finland samt i Danmark.                  |
| silverfläckig örtblomfluga | C. fasciata        | D/D   | Schiner & Egger, 1853   | Endast känd utanför Bergen i Norge.                                   |
| maskrosblomfluga           | C. flavipes        | C/A   | Panzer, 1798            | Vanlig. Götaland, Svealand, Norrlandskusten, södra Norge och Finland. |
| kabblekeblomfluga          | C. fraterna        | D/D   | Meigen, 1830            | Skåne till Jämtland. Södra Norge och Finand. Danmark.                 |
| sumpörtblomfluga           | C. frontalis       | B/B   | Loew, 1857              | Finns i större delen av Norden utom Island.                           |
| skräppeblomfluga           | C. gigantea        | D/D   | Zetterstedt, 1838       | Vanlig i hela norden utom Island.                                     |
| vägtistelblomfluga         | C. grossa          | C/C   | Fallén, 1817            | Skåne till Gästrikland. Danmark, södra Finland, sydöstra Norge.       |
| fårad örtblomfluga         | C. hercyniae       | A/A   | Loew, 1857              | Endast ett fåtal fynd vid Upplandskusten.                             |
| tidig skråpblomfluga       | C. himantopa       | C/C   | Panzer, 1798            | Skåne                                                                 |
| brokig örtblomfluga        | C. illustrata      | B/B   | Harris, [1780]          | Skåne till Jämtland. Södra Finland, sydöstra Norge. Danmark.          |
| gulvingad örtblomfluga     | C. impressa        | D/D   | Loew, 1840              | Skåne till Jämtland. Södra Finland, sydöstra Norge. Danmark.          |
| lappörtblomfluga           | C. ingerae         | D/D   | Nielsen & Claussen 2001 | Fjällen.                                                              |
| grobladsblomfluga          | C. lasiopa         | B/B   | Kowarz, 1885            | Skåne till Uppland. Danmark och södra Finland.                        |
| backsiljeblomfluga         | C. laticornis      | A/A   | Rondani, 1857           | Sydöstra Skåne.                                                       |
| bredkindad örtblomfluga    | C. latifrons       | B/A   | Zetterstedt, 1843       | Hela Norden utom Island.                                              |
| spetsig soppblomfluga      | C. longula         | A/A   | Zetterstedt, 1838       | Vanlig i hela Norden utom Island.                                     |
| fjällörtblomfluga          | C. melanopa        | B/B   | Zetterstedt, 1843       | Fjällen.                                                              |
| kådblomfluga               | C. morio           | C/C   | Zetterstedt, 1838       | Sverige, sydöstra Norge och södra Finland.                            |
| smal örtblomfluga          | C. mutabilis       | D/A   | Fallén, 1817            | Större delen av Norden utom fjällen och på Island.                    |
| polarörtblomfluga          | C. naruska         | D/D   | Haarto&Kerppola, 2007   | Norra Sverige och Finland                                             |
| väddblomfluga              | C. nebulosa        | C/C   | Verrall, 1871           | Skåne till Dalarna. Sydöstra Norge och södra Finland.                 |
| svartbent örtblomfluga     | C. nigripes        | A/A   | Meigen, 1822            | Sverige utom fjällen. Danmark, Finland och sydöstra Norge.            |
| hundkäxblomfluga           | C. pagana          | A/A   | Meigen, 1822            | Vanlig i hela Norden utom fjällen och Island.                         |
| gul örtblomfluga           | C. pallipes        | A/A   | Loew, 1863              | Norrlandskusten och Finland                                           |
| tistelörtblomfluga         | C. proxima         | D/D   | Zetterstedt, 1843       | Skåne till Gästrikland. Danmark och södra Finland.                    |
| svartkloblomfluga          | C. psilophthalma   | D/D   | Becker, 1894            | Skåne till Jämtland. Södra Finland, sydöstra Norge. Danmark.          |
| pudrad örtblomfluga        | C. pubera          | A/A   | Zetterstedt, 1838       | Hela Norden utom Island.                                              |
| ranunkelblomfluga          | C. ranunculi       | D/A   | Doczkal, 2000           | Skåne. Danmark.                                                       |
| ullig örtblomfluga         | C. reniformis      | C/C   | Hellén, 1930            | Södra Finland.                                                        |
| häggblomfluga              | C. rufimana        | D/D   | Becker, 1894            | Sverige, Finland, Danmark och sydöstra Norge.                         |
| ormrotsblomfluga           | C. sahlbergi       | A/A   | Becker, 1894            | Fjällen.                                                              |
| trubbnosig soppblomfluga   | C. scutellata      | A/A   | Fallén, 1817            | Sverige, Finland, Danmark och södra Norge.                            |
| fetbladsblomfluga          | C. semifasciata    | D/D   | Becker, 1894            | Spridda fynd i Sverige Norge och Finland.                             |
| tvillingörtblomfluga       | C. sootryeni       | D/D   | Nielsen, 1970           | Norrland, Finalnd och delar av Norge.                                 |
| tryffelblomfluga           | C. soror           | A/A   | Zetterstedt, 1843       | Mycket sällsynt på Öland och Gotland.                                 |
| vårörtblomfluga            | C. urbana          | D/D   | Meigen, 1822            | Sverige, Finland, Danmark och södra Norge.                            |
| silverkindad örtblomfluga  | C. uviformis       | D/D   | Becker, 1894            | Enstaka fynd spridda i en stor del av Norden.                         |
| mustaschblomfluga          | C. variabilis      | B/B   | Panzer, 1798            | Skåne till Gästrikland. Södra Norge och Finland. Danmark.             |
| kärrtistelblomfluga        | C. velutina        | D/D   | Loew, 1840              | Större delen av Norden utom lägst i Norr.                             |
| asterblomfluga             | C. vernalis        | D/D   | Fallén, 1817            | Vanlig i hela Norden utom Island.                                     |
| uppnosig örtblomfluga      | C. vicina          | A/A   | Zetterstedt, 1849       | Hela Norden utom Island.                                              |
| kronärtskocksblomfluga     | C. vulpina         | B/B   | Meigen, 1822            | Sällsynt på Fyn, östra Jylland, södra Finland och Oslofjorden.        |

## Etymologi
Cheilosia betyder läpp eller valk och syftar förmodligen på de kraftiga ögonlisterna som är typiska för släktet.